# Elie Munk
Elie Munk (15. září 1900, Paříž – 5. června 1981, New York) byl francouzský rabín a rabínský učenec (německé státní příslušnosti) – potomek dlouhé a významné řady německých rabínů a učenců. Je znám též jako pedagog a vrcholný představitel moderní ortodoxie i židovství pojímaných jako způsob života v době židovské emancipace. Podobná jména jako on má i řada dalších židovských učenců. Eliyahu Munk přeložil četné židovské biblické komentáře do angličtiny. Eli Munk napsal knihu Seven Days of the Beginning (Sedm dní začátku). Všichni jmenovaní jsou členy téže široké rodiny.

## Život

### Studia a manželství
Rabín Elie Munk se narodil 15. září 1900 v Paříži a po svém otci Samuelovi zdědil krom jiného i německou státní příslušnost. Bratrancem Elie Munka byl Eli Munk, dědečkem Elie Munka pak byl Elias Munk – rabín v Altoně (Hamburku). Elie Munk nejdříve získal doktorát z filosofie na západě Německa v hesenské univerzitě v Marburgu v roce 1925 a rok na to (1926) složil rabínské zkoušky na rabínském semináři Hidesheimer v Berlíně.  V roce 1927 se Elie Munk oženil s Fanny Frumet Goldberger (1906–1979) z Norimberka. 

### Dvacátá a třicátá léta 20. století
Mezi léty 1926 až 1936  byl oblastním rabínem v Německu (Ansbach, Bavorsko). Z nacistického Německa se v roce 1936 přestěhoval se svojí rodinou do Paříže, kde byl rabínem Communauté Israélite de la Stricte Observance (Community Jew of Strict Observance (CISO)) v pařížské komunitě Adath Jereim (Obce bohabojných). Roku 1939 se stal předsedou Keren ha–Thora, Agudath Israel ve Francii a evropské Unie ortodoxních komunit.

### Během druhé světové války
V roce 1940 přesídlil do jižní Francie do přístavního města Nice. V září roku 1943 s pomocí organizace OSE (Oeuvre de Secours aux Enfants; Pomoc dětem), která zajišťovala nelegální transfer židovských dětí z Francie do Švýcarska, uprchl s celou rodinou do Švýcarska, kde zůstali až do doby, kdy byla osvobozena Paříž. 

### Po druhé světové válce
Po skončení druhé světové války se Elie Munk vrátil do Francie, kde žil v Paříži jako rabín Adath Jereim (Obce bohabojných). V roce 1974 jako delegát Světové organizace Adath Israel při UNESCO emigroval do USA,  kde 5. června 1981 v New Yorku zemřel.

## Výběr z článků, spisů a publikací
- Dizertační práce: Etika Victora Huga od roku 1852 do jeho smrti se věnovala začlenění židovství do obecného lidství. (1926)[4]
- Nežidé v židovském právním systému (1932)[4]
- Židovství a okolní svět (1933)[4]
- Problémy židovského vzdělání (1933)[4]
- Pojetí světa Hirschova myšlenkového kruhu (1934)[4]
- Návrat k židovství (1934)[4]
- Die Welt der Gebete (2 svazky, 1938). V angličtině: The World of Prayer (2 svazky, 1954 – 1963). Ve francouzštině: Le Monde of the Prayers)[1] Poprvé vyšlo v němčině v roce 1933, v roce 1937 vyšlo již 3. vydání. Postupně bylo přeloženo do francouzštiny, angličtiny a hebrejštiny.[1] V češtině: „Svět modliteb“, vydalo nakladatelství Garamond v roce 2019 v překladu Leo Pavláta a Karola Sidona (překlad hebrejských modliteb).[4]
- Das Licht der Ewigkeit (Světlo věčnosti) (1935) (celým názvem Světlo věčnosti, úvod do židovské tradice) je sice kabalisticky pojato, ale jedná se o teoretický základ náboženské praxe a zejména interpretace pěti knih Mojžíšových (Hlas Tóry)[4]
- La justice sociale en Israel (Sociální spravedlnost v Izraeli) (1947)
- Rachel (o povinnostech židovských žen, 1951) + překlad do francouzštiny s komentáři Rashi Pentateuch (1957)
- Hlas Tóry (1981)[4]